# Jaroslav av Tver
Jaroslav III av Vladimir-Suzdal, död 1271, var en rysk monark. Han var regerande storfurste av Vladimir från 1264 till 1271.